# Henri Mineur
Henri Mineur (7 de marzo de 1899-7 de mayo de 1954) fue un astrónomo y matemático francés.

## Semblanza
Mineur nació en Lille. En 1917 solicitó su ingreso en la Escuela Normal Superior de París, obteniendo el primer puesto, pero decidió servir en el ejército durante la Primera Guerra Mundial. Tras la guerra, se graduó en 1921. Además de estudiar para su licenciatura, enseñó matemáticas en Düsseldorf. Se doctoró en 1924.
Desde hacía mucho tiempo interesado en la astronomía, en 1925 dejó su puesto de docente para incorporarse al Observatorio de París. Durante su carrera como astrónomo realizó numerosas contribuciones notables. Observó la variación del movimiento de las estrella basado en su distancia al núcleo de una galaxia, y descubrió la existencia de cúmulos globulares en la galaxia que orbitan en una dirección retrógrada. También descubrió un error importante en la lay de los periodos de luminosidad de las estrellas variables Cefeidas, error que había producido una significativa subestimación del tamaño del universo.
En 1936 contribuyó a la fundación del Instituto de Astrofísica de París, siendo nombrado director de esta institución, cargo que ostentó durante el resto de su vida.
Durante la Segunda Guerra Mundial perteneció a la resistencia francesa contra la ocupación nazi, arriesgando su vida en numerosas ocasiones. Tras la guerra, empezó a desarrollar problemas de salud hacia 1950, que afectaron a su hígado y a su corazón hasta causarle la muerte. Falleció en París, Francia.

## Publicaciones destacadas
- L'Univers en expansión, 1933.[1]
- Técnica de la méthodes des moindres carrés, 1938.[2]
- Técnica de calcul numérique, 1952.

## Eponimia
- El cráter lunar Mineur lleva este nombre en su memoria.[3]